# 잡채

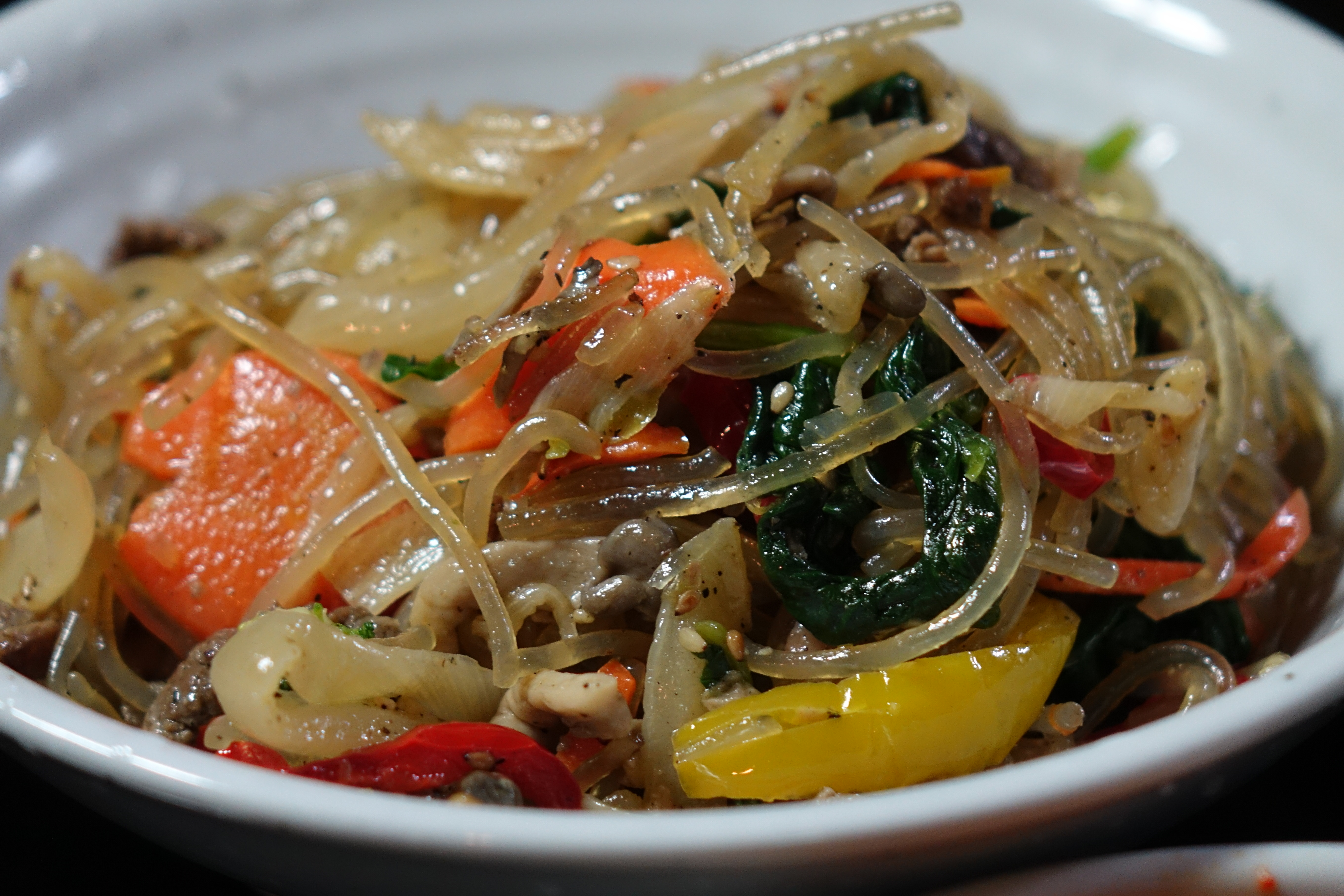
잡채

잡채(雜菜, 영어: Japchae)는 고기, 버섯, 채소 등의 재료를 볶은 것에 삶은 당면을 넣고 버무린 음식이다. 일반적으로 고구마 녹말로 만든 당면을 끓는 물에 삶고 물기를 뺀 뒤, 참기름에 가늘게 채를 친 쇠고기와 당근, 시금치, 버섯, 양파 등 다양한 채소와 함께 볶은 후 간장으로 풍미를 낸 한국 음식을 말한다. 잡채는 흔히 참깨를 위에 뿌려 장식한다.
잡채를 주요리로 주문할 때도 있지만, 한국 요리에서 주로 반찬처럼 부요리로 먹는다. 또한 밥에 덮밥처럼 먹는 경우는 잡채밥이라 부르며, 이 때 짜장소스를 곁들이기도 한다.

## 역사
잡채는 17세기 조선시대의 광해군 재위 시절, 궁중연회에서 처음 선보인 것으로 알려져 있다.
광해군이 총애하던 이충이라는 사람이 특별한 음식을 만들어 궁중에 바치곤 했다는데, 만들어오는 음식이 얼마나 맛이 있었던지 임금이 식사 때마다 이충의 집에서 오는 음식을 기다렸다가 수저를 들곤 했다는 기록이 남아 있을 정도다.
그 중에서도 특별히 임금의 입맛을 사로잡았던 음식이 바로 잡채다.

## 유래
잡채는 본래 여러 채소를 섞은 음식이란 뜻이다. 당면이 들어간 요즘 형태의 잡채는 일제강점기 1919년 황해도 사리원에 당면공장이 처음 생기면서 시작되었고 본격적으로 먹기 시작한 것은 1930년 이후 부터라고 한다.

## 기타
잡채를 많이 만들 경우 당면을 삶아서 쓰면 오래 두는 동안 불어서 좋지 않다. 그래서 당면을 삶지 않고 뜨거운 물에 담가서 불렸다가 볶아서 쓰기도 한다.

## 같이 보기
- 탕평채
- 월과채
- 판싯 소탕혼
- 푼초자